# Jungang-dong, Yeoju
Jungang-dong (koreanska: 중앙동) är en stadsdel i staden Yeoju i provinsen Gyeonggi i den norra delen av Sydkorea, 65 km sydost om huvudstaden Seoul.